# 懸崖邊的貴族
《悬崖边的贵族》（中國大陸譯名：《悬崖边的贵族——蒋友柏：蒋家王朝的另一种表达》），是蒋友柏的传记性质的文学作品，记录蒋友柏所见所闻所想。该书以蒋家后人的视角、全景式的描写，记录蒋中正家族的历史和台湾30年历史。该书在台海两岸大卖，成为畅销书，“悬崖边的贵族”也成为常用中文词汇，描述显赫大家族后人。

## 简介
蒋友柏是當年民国和台湾头号人物蒋中正的曾孙，蒋氏家族第四代代表成员。从小养尊处优，后又白手起家，自己创业。该书忠实记录了蒋友柏童年境遇、出国留学、回台创业、家庭生活、政治见解等。其中爆料的史料对中国、台湾近代史很有研究意义。

## 發行版本
| 出版日期  | 書名                                           | 作者                           | 出版社         | ISBN                   |
| 2006年    | 《懸崖邊的貴族》（蔣友柏版）                   | 蔣友柏、蔣友常兄弟口述，張殿文 | 天下遠見出版   | ISBN 978-9-864-17816-2 |
| 2006年    | 《懸崖邊的貴族》（蔣友常版）                   | 蔣友柏、蔣友常兄弟口述，張殿文 | 天下遠見出版   | ISBN 978-9-864-17823-0 |
| 2010年5月 | 《懸崖邊的貴族——蔣友柏：蔣家王朝的另一種表達》 | 周为筠                         | 江苏人民出版社 | ISBN 978-7-214-05493-7 |

## 影响
该书在两岸都登为畅销书，读者评价极高，“悬崖边的贵族”也成为流行语，形容面临危机的大家族后人。因该书畅销，盗版、转载络绎不绝，并引起法律纠纷。其中一起侵权官司甚至列为浙江2013年十大司法案件。